# Maso navajo
Maso navajo är en spindelart som beskrevs av Chamberlin 1948. Maso navajo ingår i släktet Maso och familjen täckvävarspindlar. Inga underarter finns listade i Catalogue of Life.